# Батир (Казахстан)
Бати́р (каз. Батыр) — село у складі Мунайлинського району Мангистауської області Казахстану. Адміністративний центр та єдиний населений пункт Батирського сільського округу.
Житловий масив Батир почав забудовуватись 2008 року і мав площу 14,39 км². Село засновано 2011 року на базі житлового масиву Батир Кизилтобинського сільського округу.